# Mesembia pico
Mesembia pico is een insectensoort uit de familie Anisembiidae, die tot de orde webspinners (Embioptera) behoort. 
Mesembia pico is voor het eerst wetenschappelijk beschreven door Ross in 2003.